# گمینا منگشکوو
گمینا منگشکوو (به لهستانی:  Gmina Mniszków) یک گمینا در لهستان است که در شهرستان اوپوچنو واقع شده‌است. گمینا منگشکوو ۱۲۳٫۸۳ کیلومتر مربع مساحت و ۴٬۷۸۸ نفر جمعیت دارد.